# でほぎゃらりー
株式会社でほぎゃらりー（英: Dehogallery, Inc.）は、アニメやゲームなどの背景美術を専門とする日本の企業。

## 概要
宮崎駿監督の長編アニメーションからの引退表明で2014年にスタジオジブリの制作部門解散が決まった際、ドワンゴとカラーとスタジオポノックの出資で設立された背景美術スタジオ。当時、レベルの高い描き手たちをジブリと同じ正社員待遇で雇える環境はアニメーション業界にはなく、そのままではジブリの手描き美術が消えてしまうことが危惧された。そこで、受け皿となる会社を作ってその技術を守ろうと考えた元ジブリの西村義明（スタジオポノック代表取締役）が、川上量生（ドワンゴ代表取締役会長）と庵野秀明（カラー代表取締役社長）へ協力を求めたことで誕生した。
西村によれば、同スタジオ設立のきっかけのひとつに庵野の存在があった。『かぐや姫の物語』制作中に西村のもとを訪ねてきた庵野が「自分は宮崎駿の画が大好きなので宮崎の画の系譜を残したい」「子どもが主人公で一生懸命生きていくというアニメを残してほしい」と訴え、会社を作ったらどうかと提案したという。庵野はスタジオ設立に賛同した思いについて、「デジタルの方が効率が良いし、儲かるので、手描きはこれから状況的に厳しくなる。そういう中で、伝統工芸のようなものを残したいし、あらがってほしい」「だからとにかく新人を採って、彼らが少しでも残ってくれれば、小さいながらも継続していけます」と述べている。
ジブリ作品や細田守監督作品をはじめ、数多くの劇場用映画などで背景の制作や美術監督を務めてきた11人のクリエイターが所属（2015年時点）。またアドバイザーとして多くのスタジオジブリ作品の美術監督を務めた男鹿和雄と武重洋二を迎えた。
多岐にわたる制作現場で培ってきた豊富な経験を活かし、さまざまな背景美術の制作やコンセプトアートの受注のほか、アートディレクション、ゲーム、広告クリエイティブ等、アニメーション以外のさまざまな領域でも美術を手掛ける。
スタジオ名の命名者は男鹿和雄。彼がもし自身で美術会社を作るならと考えていた名前を譲り受けた。由来は、"でまかせ、口まかせ"を適当に言ってしまうことを意味する秋田弁の「でほぎゃ」と英語で美術館を意味する「ギャラリー」から。"でまかせ、口まかせ"と言っても人を騙そうとする悪意のあるものではなく、その場を面白おかしく適当につないでしまうことであり、それを言うにはそれなりのセンスが必要である。それを背景を描く人に置き換えるならば、筆と絵具を使った"筆まかせ、絵具まかせ"の「でほぎゃ」的要素があったほうがいいのではないかとの思いを込めて命名した。

## 沿革
- 2015年7月1日 - ドワンゴ、カラー、スタジオポノックの三社の出資により設立（代表取締役社長：小林毅）[1][7]。
- 2016年 - 太田豊紀が代表取締役社長に就任[2]。
- 2017年 - 『メアリと魔女の花』の美術監督、背景を担当。